# Гірка радість
Гірка радість (англ. BitterSweet) — американський трилер 1999 року.

## Сюжет
Молода Саманта несподівано опиняється втягнутою в пограбування своїм хлопцем Джедом. Негідник Джед підстреливши подружку тікає з грошима один. Саманта потрапляє до в'язниці суворого режиму. Вийшовши через чотири роки вона сповнена рішучості помститися. Поліцейський Джо згоден допомогти їй за умови, що вона здасть йому могутнього мафіозі Венті, ватажка крупної банди.

## У ролях
| Актор                | Роль                   |
| -------------------- | ---------------------- |
| Енджі Евергарт       | Саманта «Сем» Дженсен  |
| Джеймс Руссо         | Джо Маса               |
| Ерік Робертс         | містер Венті           |
| Брайан Віммер        | Джед                   |
| Джо Пенні            | Карл Пеккато           |
| Франсіа Дімазе       | Джульєтта              |
| Ленні Цітрал         | Орвілл                 |
| Джоенн Барон         | продвщиця              |
| Том Біллет           | Біф                    |
| Карл Кіарфаліо       | Пасс                   |
| Джон Снайдер         | Вілбур                 |
| Кіт Нойберт          | Зак                    |
| Стефанос Мільцакакіс | Зік                    |
| Міккі Алзона         | охорона                |
| Камілла Болл         | Дженніфер              |
| Джеррі Блек          | Муч                    |
| Лука Берковічі       | Фонтейн                |
| Стівен Маттіла       | Тракі                  |
| Емі Фрай             | дівчина Джеда          |
| Лінда Лі             | оголена віолончелістка |
| Лен Голден           | Генк                   |
| Майк Маса            |                        |
| Рамон Френк          |                        |